# Làng Kryłów
Kryłów [ˈkrɨwuf] là một ngôi làng thuộc khu hành chính của Gmina Mircze, thuộc quận Hrubieszów, Lublin Voivodeship, ở miền đông Ba Lan, gần biên giới với Ukraine. Nó nằm cách khoảng 20 km về phía đông nam của Hrubieszów và 122 km về phía đông nam của thủ đô khu vực Lublin.

## Cộng đồng người Do Thái
Dân số Do Thái rơi vào khoảng 750 người vào năm 1921. Nhiều người Do Thái đã rời khỏi ngôi làng trong Thế chiến I vì vị trí gần mặt trận và chuyển đến các thị trấn lớn hơn ở quận Lublin, đặc biệt là Hrubieszow. Trong những năm giữa chiến tranh, cộng đồng Do Thái tiếp tục buôn bán thủ công truyền thống trong làng. Cách sống của họ là tôn giáo và phong trào Zion cũng gây ảnh hưởng đáng kể. Vào cuối tháng 9 năm 1939, ngôi làng bị người Đức chiếm đóng. Nhiều người Do Thái chạy trốn qua sông Bug vào nơi hiện là Ukraine nhưng vào thời điểm đó là một phần của Ba Lan.
Phần còn lại được dồn vào một khu ổ chuột. Cộng đồng Do Thái bị xóa sổ vào mùa hè năm 1942. Không rõ người Do Thái trong thị trấn bị tiêu diệt như thế nào, ngoại trừ một số người bị gửi đến trại hủy diệt Belzec trong khi những người khác bị sát hại trong chính thị trấn. Những người sống sót duy nhất là những người tìm cách trốn vào rừng.

## Lâu đài
Có một lâu đài trên một hòn đảo trên sông Bug. Lâu đài được xây dựng vào thế kỷ XIV bởi J. Ostroróg. Vào thế kỷ XVII, gia đình Radziejowski đã mở rộng lâu đài và củng cố lại nó. Lâu đài đã bị phá hủy vào giữa thế kỷ XVII. Lâu đài, phần lớn trong tình trạng hư hỏng, vẫn chưa được điều tra khảo cổ. Nó được cho là bị ám bởi hồn ma của người con gái của người chủ cũ.